# L'Œil du sorcier (téléfilm)
Voir également l'essai L'Œil du sorcier.

L'Œil du sorcier est un téléfilm de 1979 réalisé par Alain Dhénaut et diffusé pour la première fois le 26 septembre 1979 sur FR3, dans le cadre de la série Cinéma 16.
Adapté du livre L'Œil du sorcier de Philippe Alfonsi et Patrick Pesnot, il raconte l'histoire d'ensorcellement supposé en 1973 dans le Berry impliquant le Docteur Henri Lavaronnière.

## Fiche technique
- Titre : L'Œil du sorcier
- Réalisation : Alain Dhénaut
- Scénario : Philippe Alfonsi et Patrick Pesnot

## Distribution
- Christian Barbier, Docteur Henri Lavaronnière
- Élina Labourdette, Clémence Lavaronnière
- Lucienne Le Marchand : Jeanne Anguerny
- Simone Rieutor : Solange
- Catherine Lafond : Thérèse